# Мартин Скорсезе
Мартин Лучано Скорсезе (енгл. Martin Luciano Scorsese; Њујорк, 17. новембар 1942) амерички је филмски редитељ сценариста, продуцент и историчар филма. То порекло често се осетило кроз његове филмове, јер су врло често били везани за теме о Американцима из Италије, као што су идентитет италијанских Американаца, католички концепт кривње и искупљења, мачизам и насиље. Скорсезе је вероватно најпознатији по својим филмовима о мафији. Освојио је Оскар за најбољег редитеља за филм Двострука игра на 79. додјели 2007; филм је такође освојио Оскаре за најбољи филм, најбољу монтажу и најбољи адаптирани сценарио. То је први Скорсезеов Оскар, иако је био номинован шест пута.
Скорсезе се сматра једним од најзначајнијих и најутицајнијих америчких режисера своје генерације, поготово због режије филмова као што су Таксиста, Разјарени бик и Добри момци; на сва три је сарађивао с једним од својих највернијих сарадника, глумцем Робертом Де Ниром.

## Детињство
Мартин Скорсезе рођен је 1942. у Њујорку у породици италијанског порекла. Одрастао је у њујоршкој четврти Мала Италија. Његов отац, Лучано Чарлс Скорсезе (1900—1993), и мајка, Кетрин Скорсезе (1912—1997), радили су у њујоршкој фабрици одеће. Као дечака родитељи су га често водили у биоскоп, и у том периоду развио је страст за филмом. У раном добу био је опседнут историјским спектаклима. Сматра се да су бар два филма тог жанра, Земља фараона (1955.), и Ел Сид (1961.), оставили снажан и трајан утицај на његову филмску технику. Касније се присетио тог утицаја у документарцу о италијанском неореализму те коментирао како су га Крадљивци бицикла заједно с филмовима Пајза, Рим, отворени град инспирисали те како је то утицало на његов поглед и приказ његова сицилијанског наслеђа. У свом документарцу, Моје путовање у Италију, Скорсезе је истакнуо да је сицилијанска епизода Пајзе Роберта Роселинија као прво што је видио на телевизији заједно са својим рођацима, који су и сами били сицилијански досељеници, извршило велики утицај на његов живот. Скорсезе се посебно дивио неореалистичним филмовима. Као још један велики утицај на своју каријеру навео је индијски неореализам режисера Сатјађита Раја. Његова првотна жеља да постане свештеник док је похађао Кардинал Хејз средњу школу Бронксу, потиснута је новом, за кинематографијом. Богословију је заменио за Њујоршку школу филма, где је 1969. стекао магистратуру.

## Каријера

### Рана каријера
Иако је Вијетнамски рат почео у то време, Скорсезе је успео да избегне војну службу. Похађао је филмску школу у склопу њујоршког универзитета. Након студија филмске режије био је наставник у филмској школи, редитељ рекламних филмова, монтажер Вудстока и помоћник редитеља. Снимао је краткометражне филмове Шта тако лепа девојка ради на оваквом месту? (1963) и Ниси само ти, Мари! (1964). У то време постао је аутор неколико кратких играних филмова. Његов најпознатији краткометражни филм из тог периода био је The Big Shave (1967), у којем се непознати човек брије све док не почне обилно крварити, режући властити врат бритвицом. Филм је био својеврсна критика америчке војне интервенције у Вијетнаму, а алтернативни назив филма био је Viet '67.
Године 1969, Скорсезе је снимио први дугометражни филм, црно-бели Ко куца на моја врата (Who's That Knocking at my Door?), са колегом студентом, глумцем Харвијем Кајтелом и монтажерком Телмом Скунмејкер с којима ће дуго и успешно сарађивати. Филм је био претеча касније снимљеног филма Улице зла. Иако недовољно развијен, већ је тада био евидентан „Скорсезеов стил“: осећај за улични живот Американаца пореклом из Италије, динамична монтажа, електрични рок саундтрек и проблематични мушки протагониста.

### 1970-e
Почетком деценије постаје пријатељ и знанац са такозваним „филмским балавцима” седамдесетих: Франсисом Фордом Кополом, Брајаном де Палма, Џорџом Лукасом и Стивеном Спилбергом. Де Палма га је упознао с глумцем Робертом Де Ниром, који му постаје велики пријатељ и сарадник на многим пројектима. Током овог периода радио је као један од монтажера на филму Вудсток и упознао глумца и редитеља Џона Касаветеса, који ће му такође постати велики пријатељ и ментор.
Године 1970. снимио је филм Улични призори (Street Scenes), Опасна девојка (Boxcar Bertha) 1972. Гадне улице (Mean Streets) 1973. Алиса више не станује овде (Alice Doesn't Live Here) 1974. Године 1975. снимио је чувени филм Таксиста (Taxi Driver) за који је 1976. награђен Златном палмом у Кану.

#### Улице зла
Скорсезе је 1972. снимио гангстерски филм Опасна девојка, радњом смештен у доба Велике депресије, за продуцента Б-филмова Роџера Кормана, који је покренуо каријерне директоре као Франсис Форд Копола, Џејмс Камерон и Џон Сејлс. Иако је сматран мање вредним делом, неоспорно је научио Скорсезеа како да сними филм јефтино и брзо, те га је припремио за први филм са Де Ниром, Улице зла.
Улице зла је био филм који се показао као прекретница у каријерама за Скорсезеа, Де Нира и Кејтела. Сад се већ добро осетио Скорсезеов утицај: мачо држање, крваво насиље, католички осећај кривице и искупљења, динамичка монтажа и рок музика за филм. Иако је филм био иновативан, његова напета атмосфера, скоро документарни стил и „улична” режија највише су дуговали редитељима Касаветесу и раном Жан-Лик Годару.
Године 1974. је глумица Елен Берстин изабрала Скорсезеа да режира филм Алис више не станује овде, за којег је освојила Оскар за најбољу глумицу. Иако добро прихваћен, филм остаје аномалија у редитељевој раној каријери будући да се фокусира на средишњи женски лик. Вративши се у Малу Италију како би истражио своје етничке корене, Скорсезе је снимио Италијан-Американац, документарац у којем су се појавили и његови родитељи, Чарлс и Кетрин Скорсезе.

#### Таксиста
Две године касније, 1976. Скорсезе је шокирао биоскопску публику широм света кад је режирао култно дело Таксиста, мрачни и насилни приказ човека који лагано тоне у лудило у пакленој визији Менхетна. Филм је важан из низа разлога. Пре свега, Скорсезе је са њим стекао репутацију комплетног редитеља који делује на високом нивоу заједно са сниматељем Мајклом Чапманом чији стил тежи изразитим контрастима, снажним бојама и сложеним покретима камере. Осим тога, била је то извођачка прекретница Роберта Де Нира у улози поремећеног и психотичног Трависа Бикла, те је стога филм постао један од најлегендарнијих филмских прекретница. У филму су наступили и Џоди Фостер у изразито контроверзној улози малолетне проститутке, те Харви Кајтел као њен сводник, Матју или „Спорт”.
Таксиста је означио и почетак сарадње са сценаристом Полом Шредером. Филм дели тематске везе са радом француског редитеља Робера Бресона, понајвише с филмом Џепарош (у смислу „дневника” осамљеника и опседнутог човека који тражи искупљење). Сценариста/редитељ Шредер често се враћао Бресоновим радовима у својим филмовима као што су Амерички жиголо и Особа лаког сна и у Скорсезеовом каснијем филму, Између живота и смрти.
Контроверзан од самог објављивања, Таксиста се нашао на насловним страницама поновно пет година касније, кад је Џон Хинкли млађи покушао да убије тадашњег председника Роналда Регана. Неколико пута се оправдавао својом опсесијом ликом Џоди Фостер (у филму, лик којег глуми Де Ниро, Травис Бикл, покушава да убије сенатора).
Таксиста је освојио Златну палму на Филмском фестивалу у Кану, те зарадио четири номинације за Оскара, укључујући ону за најбољи филм, међутим није освојио ниједну награду.
Скорсезеу је након тога понуђена улога Чарлса Менсона у филму Хелтер Скелтер и епизодна улога у ратном филму Велика прва дивизија, али је одбио обе понуде. Међутим, прихватио је улогу гангстера у филму Топовско ђуле редитеља Пола Бартела. У то се време говорило и о неколико никад снимљених редитељских пројеката као што су Уклето лето, о Мери Шели и филм с Марлоном Брандом о масакру над Индијанцима код Вундед Нија.

#### Њујорк, ЊујоркиПоследњи валцер
Критички успех Таксисте охрабрио је Скорсезеа да крене са својим првим високобуџетним пројектом: раскошним мјузиклом Њујорк, Њујорк. Почаст Скорсезеовом родном граду и класичним холивудским мјузиклима био је велики продајни неуспех и добио је лоше критике.
Њујорк, Њујорк је била трећа редитељева сарадња са Робертом Де Ниром, уз којег је наступила Лиза Минели (почаст и алузија на њеног оца, легендарног редитеља мјузикала Винсента Минелија). Упркос визуелној раскоши и стилским бравурама, многи критичари замерили су филму на доста оловној студијској атмосфери у односу на раније Скорсезијеве пројекте. Гледано с данашњег стајалишта, филм остаје једна од редитељевих раних студија мушке параноје и несигурности (која дели доста тога с његовим другим филмовима као што су Улице зла, Таксиста, Разјарени бик и Покојник).
Разочаравајући пријем филма бацио је Скорсезеа у депресију. До тада је већ постао озбиљан зависник од кокаина. Међутим, нашао је довољно креативне снаге да сними високо цењени Последњи валцер, документујући последњи концерт групе The Band. Концерт је одржан у дворани Винтерланд у Сан Франциску, а на њему је наступила једна од најширих постава познатих музичара који су гостовали на једном концерту као што су Ерик Клептон, Нил Јанг, Нил Дајмонд, Ринго Стар, Мади Вотерс, Џони Мичел, Боб Дилан, Пол Батерфилд, Рони Вуд и Ван Морисон. Међутим, Скорсезеове обавезе на другим пројектима одгодиле су излазак филма све до 1978.
Још се један Скорсезеов документарац појавио 1978, назван Амерички дечак, с фокусом на Стивена Принса, дрског продавача оружја који се појавио у Таксисти. Следио је период дивљих забава, које су наштетиле ионако слабом Скорсезеовом здрављу.